# 鲁蒂利亚诺
鲁蒂利亚诺（義大利語：Rutigliano），是意大利巴里省的一个市镇。总面积53平方公里，人口18063人，人口密度340.8人/平方公里（2009年）。ISTAT代码为072037。